# Wenzel Faber
Wenzel Faber (26. února 1850, Prachatice – 29. května 1928, Prachatice) byl původním povoláním sládek, ale svůj první fotografický atelier si otevřel v roce 1892 v Dobřanech. Do rodných Prachatic přišel o čtyři roky později (1896) a stal se zde významným fotografem přelomu 19. a počátku 20. století. Na svých snímcích dokumentoval prachatické domy, slavnosti a každodenní život místních obyvatel.

## Životopis
Wenzel Faber byl čtvrtým synem prachatického měšťana a malíře Jakuba Fabera a jeho manželky Evy. (Z rodu Faberů pocházel i malíř Wenzel Faber a malíř Felix Faber (* 13. května 1770, Prachatice – 26. září 1843, Prachatice)). Wenzel Faber (1850–1928) se ve Čkyni vyučil sládkem, pracoval v měšťanském pivovaru v Prachaticích a odtud odešel do světa „na zkušenou“ mimo jiné i do Vídně. S Marií Speralovou z Dobřan se oženil v roce 1892, v Dobřanech se manželé usadili, Wenzel si zde otevřel fotosalon, ale v 90. letech 19. století se vrátil zpět do Prachatic. Tady si otevřel v roce 1896 fotografický salon, který jej živil až do smrti. Pořizoval dokumentární snímky Prachatic, domů ve městě, slavností, jakož i fotografie z každodenního běhu života. Po smrti byly v jeho pozůstalosti nalezeny dva fotoaparáty o tehdejší celkové odhadní ceně 300,– Kč.